# Lucha canaria
La lucha canaria o lotta canaria è un tipo di lotta originaria delle Isole Canarie.

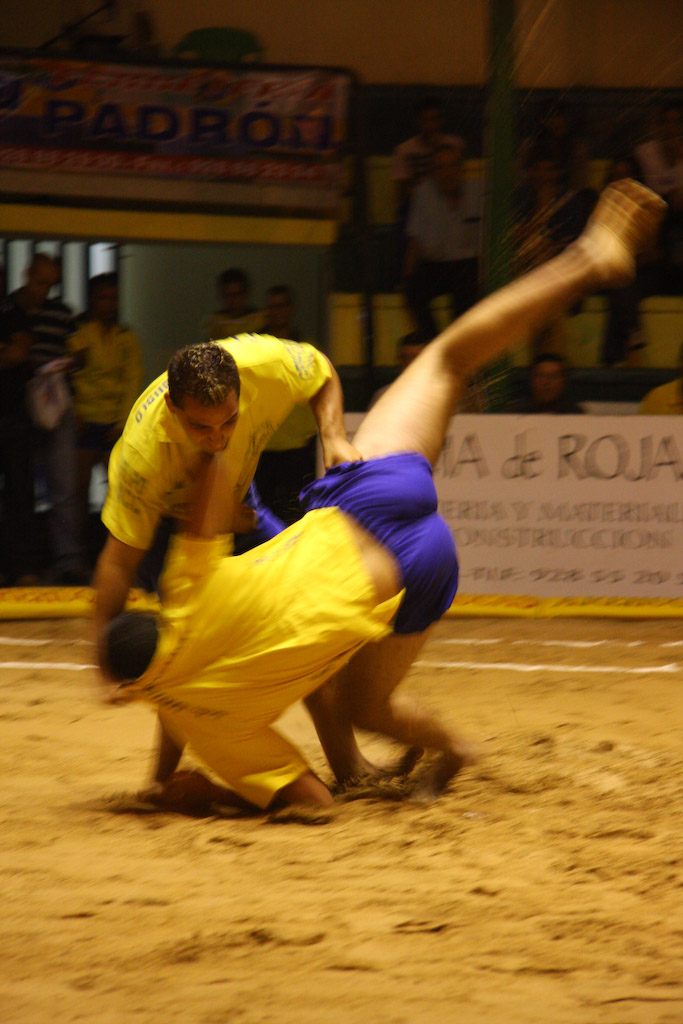
Lucha Canaria (Lotta Canaria)

Sport e giochi autoctoni delle Canarie in questi ultimi anni hanno avuto
un importante sviluppo, promosso principalmente da federazioni e associazioni
e aiutati dal Cabildo di Tenerife per mezzo della realizzazione di attività e
campagne nelle spiagge dell'isola grazie al programma Tenerife ed il nostro e
alla Scuola di Sport Autoctoni.
La lotta Canaria è di origine "guance"
ed è particolarmente apprezzata dagli abitanti di Tenerife.
Si svolge nel corso di tutto l'anno e in molti municipi dotati di campi di lotta, i cosiddetti
Terreros.

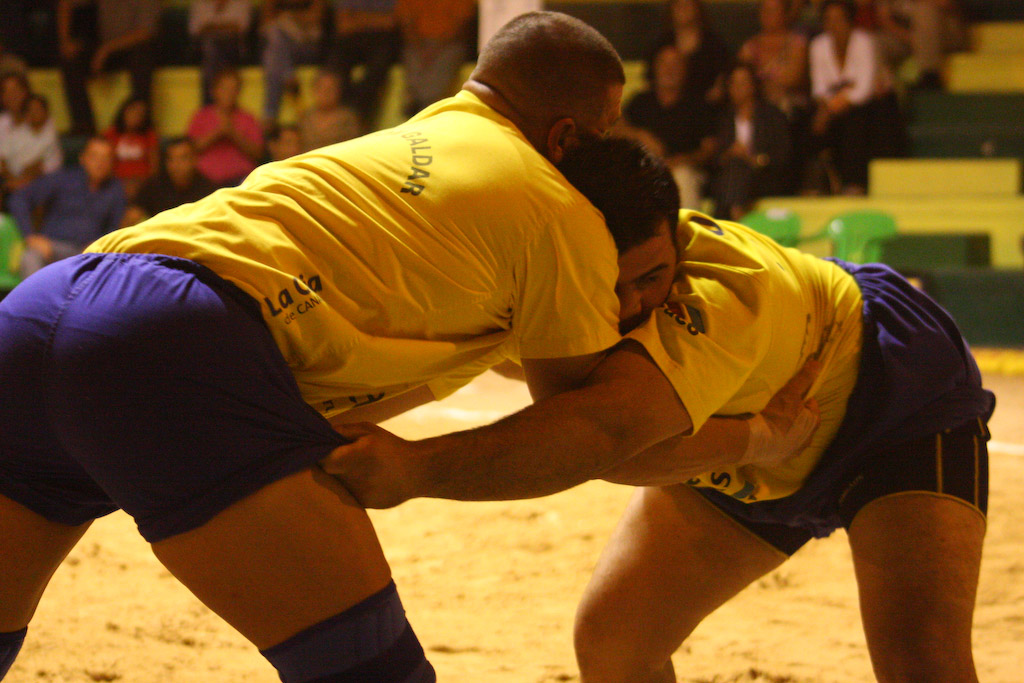
Lucha Canaria (Lotta Canaria)

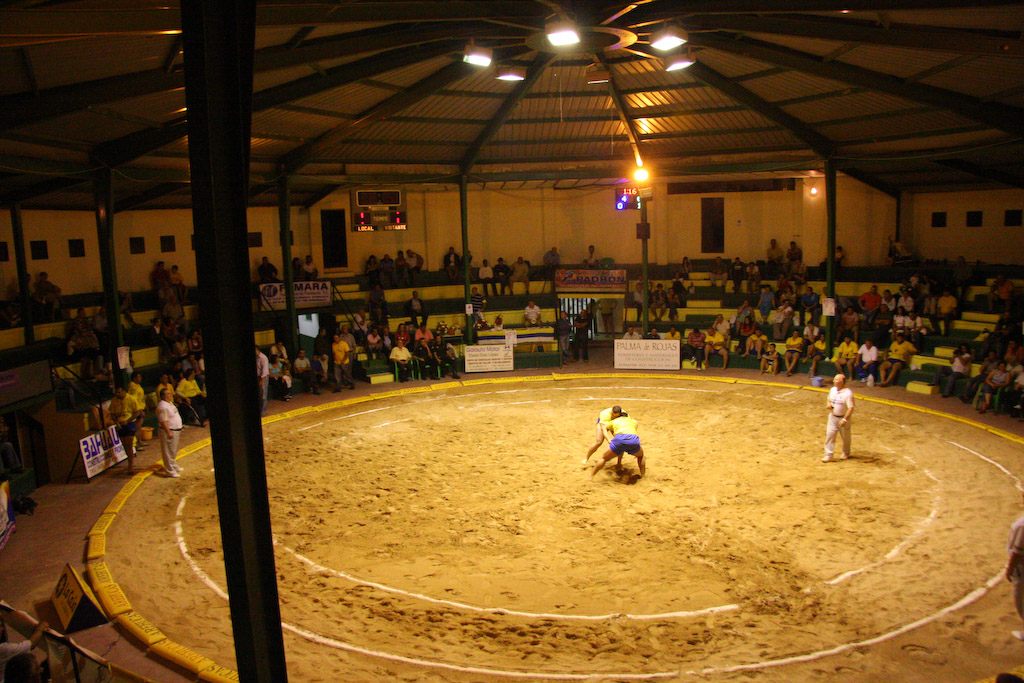
Lucha Canaria (Lotta Canaria)

La lotta presuppone la presenza di due atleti, i quali effettuano prese e movimenti
spettacolari; è possibile appoggiare a terra solo il piede, in caso contrario vi è la sconfitta.
Tale lotta è pratica anche in Venezuela e a Cuba, grazie alla diffusione ad opera
degli emigranti Canari.